# NMDAR

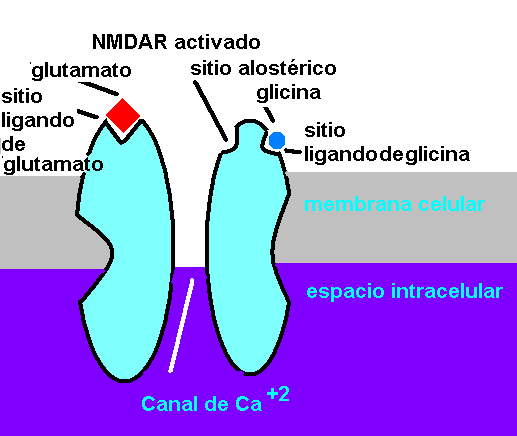
esquema del receptor activado

NMDA (ácido N-metil-D-aspártico) es un derivado aminoácido que actúa como un agonista específico en el receptor NMDA, y por ende mimetiza la acción del neurotransmisor glutamato. En contraste al glutamato, NMDA liga para regular solamente al receptor NMDA -NMDAR -, sin efectos en otros receptores de glutamato.
NMDA es una sustancia sintético acuosoluble que no se encuentra normalmente en los tejidos biológicos. Fue sintetizada en los años 60s. NMDA es una excitotoxina; este rasgo tiene aplicaciones en la investigación de las ciencias de la conducta. El cuerpo de trabajo que utiliza esta técnica cae en los denominados "estudios lesionales." Los investigadores aplican NMDA a regiones específicas de un cerebro de (animal) o espinal dorsal y subsecuentemente testean la conducta de interés, tales como conducta operante. Si la conducta está comprometida, se sugiere que el tejido destruido era parte de la región cerebral que contribuía significativamente a la expresión normal de la conducta.
Sin embargo, en cantidades menores NMDA no es neurotóxico. Por esto la acción del glutamato específicamente en los receptores NMDA se puede investigar inyectando cantidades menores de NMDA en determinadas regiones del cerebro: por ejemplo, la inyección de NMDA en la región del tallo cerebral induce la locomoción involuntaria en gatos y ratas.

## Antagonistas
Ejemplos de antagonistas del receptor NMDA son APV, Amantadina, dextrometorfano, ketamina, fenciclidina (PCP), riluzol, memantina y el ácido quinurénico, los únicos antagonistas endógenos. Referidos como antagonistas del receptor NMDA.

## Otras fuentes
- Blaise, Mathias-Costa; Sowdhamini, Ramanathan; Rao, Metpally Raghu Prasad; Pradhan, Nithyananda (2004), «Evolutionary trace analysis of ionotropic glutamate receptor sequences and modeling the interactions of agonists with different NMDA receptor subunits», J. Mol. Model. 10 (5-6): 305-16, PMID 15597199, doi:10.1007/s00894-004-0196-7..

- Datos: Q632856
- Multimedia: N-Methyl-D-aspartic acid / Q632856